# Maagspoeling
De maagspoeling of maaglavage is een medische procedure voor het legen van de maag. Informeel wordt het aangeduid als het "leegpompen van de maag".

## Indicatie
Een spoeling van de maag kan worden uitgevoerd om verschillende redenen. De meest voorkomende toepassing is het verwijderen van oraal ingenomen bijtende of giftige stoffen zoals huishoudelijke chemicaliën of geneesmiddelen die ingenomen zijn bij een zelfmoordpoging of zelfdestructief gedrag. Het uit de maag spoelen van deze stoffen via een slang moet verhinderen dat de nasofarynx en de slokdarm opnieuw in contact met de gifstof komen.
Daarnaast kan een spoeling om diagnostische redenen worden gemaakt, bijvoorbeeld in geval van verdenking van gastro-intestinale bloedingen.

## Verloop
Een slang met een grote diameter wordt door de mond naar de maag voortbewogen. Hierdoorheen wordt de maaginhoud uitgespoeld. De spoelvloeistof, meestal een lauwe zoutoplossing, wordt in porties van 150 tot 300 ml tot een totaal van ten minste 20 liter ingebracht in de maag, maar ook op deze wijze weer verwijderd. Dat moet verhinderen dat de vloeistof in de luchtwegen terecht zal komen en de te behandelen persoon zich verslikt, anderzijds het contact van de spoelvloeistof met de slokdarm wordt vermeden zou het geval zijn in geval van braken. Bovendien, maakt deze benadering een boekhouding van de in- en uitgevoerde hoeveelheid vloeistof mogelijk.
Meestal is het voor de persoon waarbij deze actie wordt uitgevoerd zeer onaangenaam. Niet altijd zijn de slachtoffers volledig aanspreekbaar, omdat deze ingenomen stoffen vaak reeds worden opgenomen in de bloedbaan en effecten hebben op het lichaam. Aangezien het niet altijd bekend is welke stoffen werden genomen, is men terughoudend in het gebruik van sedativa. De slang is meestal niet bijzonder hard. Om het afbijten van de buis te voorkomen, wordt een bijtring in de mond geplaatst, waardoor de buis wordt gevoerd. Tijdens het doorspoelen heeft de betrokkene een sterke slikbehoefte, soms komt het ook tot braken op de slang. Als de maag zo lang wordt gespoeld dat alleen nog heldere vloeistof kan worden verwijderd, wordt vaak nog actieve kool en natriumsulfaat toegediend om toxines die reeds naar de darm gemigreerd zijn te neutraliseren. Als de geconsumeerde stoffen bekend zijn, kan eventueel een tegengif worden toegediend.

## Systemen
In de spoedeisende hulp van ziekenhuizen worden speciale spoelsystemen klaar gehouden. Op een dubbele buis zijn twee grote spuiten bevestigd. Terwijl door de ene buis de spoelvloeistof wordt ingebracht, wordt via de andere het maagmengsel er weer uitgezogen. De weggespoelde vloeistof kan worden onderzocht, waarbij het gif kan worden bepaald.

## Diergeneeskunde
In de diergeneeskunde speelt de maagspoeling vooral bij paarden een rol. Vanwege anatomische kenmerken (kleinere maag met sterke knik van de maagingang, lange zacht verhemelte) kunnen paarden nauwelijks braken. Nemen ze in een korte tijd sterk opzwellend voedsel (bijv. suikerbieten), komt het al snel tot een overbelasting van de maag, die levensbedreigend kan zijn.